# Netelia albovariegata
Netelia albovariegata är en stekelart som först beskrevs av Léon Abel Provancher 1874.  Netelia albovariegata ingår i släktet Netelia och familjen brokparasitsteklar. Inga underarter finns listade i Catalogue of Life.